# Sabine Kagebrant
Ganga Sabine Kagebrant, född 10 oktober 1983 i Katmandu i Nepal, är en svensk travtränare. Hon innehar licens vid Solvalla. Hon är även VD för Stall Courant.

## Karriär
Sabine Kagebrant föddes i Katmandu, men adopterades till Sverige då hon var 13 månader gammal. Hon är utbildad på Wången och har arbetat hos bland andra Jörgen Westholm, Stefan Melander och Björn Goop. Hon har även arbetat i Frankrike och Italien. 
2014 började hon arbeta åt Stall Courant, och fick där rollen som VD 2016.
Tillsammans med Joviality har hon segrat i flera storlopp i Sverige. Då Joviality segrade i 2023 års upplaga av Svenskt Travderby blev Kagebrant den första kvinnliga tränaren att segra i loppet.

## Segrar i större lopp
| År   | Lopp                    | Häst      | Kusk           | Grupp   |
| ---- | ----------------------- | --------- | -------------- | ------- |
| 2023 | Drottning Silvias Pokal | Joviality | Erik Adielsson | Grupp 1 |
| 2023 | Svenskt Travderby       | Joviality | Erik Adielsson | Grupp 1 |